# Hữu Vinh
Hữu Vinh là một xã thuộc huyện Yên Minh, tỉnh Hà Giang, Việt Nam.

## Địa lý
Xã Hữu Vinh có vị trí địa lý:
- Phía đông giáp huyện Đồng Văn và xã Mậu Duệ
- Phía tây giáp thị trấn Yên Minh và xã Sủng Thài
- Phía nam giáp xã Đông Minh
- Phía bắc giáp huyện Đồng Văn.

Xã Hữu Vinh có diện tích 27,81 km², dân số năm 2019 là 4.055 người, mật độ dân số đạt 146 người/km².

## Hành chính
Xã Hữu Vinh được chia thành 13 thôn: Tân Tiến, Bản Vàng, Khai Hoang Bản Vàng, Muôn Vải, Nà Tậu, Bản Trưởng, Bản Chang, Khai Hoang I, Khai Hoang II, Sủng Pảo I, Sủng Pảo II, Nà Ảm, Nà Hảo.

## Lịch sử
Ngày 20 tháng 8 năm 1999, Chính phủ ban hành Nghị định 74/1999/NĐ-CP về việc thành lập xã Hữu Vinh trên cơ sở điều chỉnh 2.554,9 ha diện tích tự nhiên và 2.587 nhân khẩu của xã Yên Minh.